# Biblioteca de Panteno
La Biblioteca de Panteno fue un antiguo edificio construido en la esquina sureste del Ágora de Atenas en época romana (siglo I d. C.).

## Historia
La biblioteca se erigió en época de Trajano, probablemente entre los años 94 y 102.
Conocemos a su fundador, Flavio Panteno, por la inscripción que figuraba en el dintel de la puerta
y que se ha encontrado incorporada a un muro defensivo de época posterior. Reza así:

A Atena Polias y al emperador César Augusto Nerva Trajano Germánico y a la ciudad de los atenienses, el sacerdote de las musas que ama la sabiduría T. Flavio Panteno, hijo de Flavio Menandro director de la escuela, dedicó los pórticos exteriores, el peristilo, la biblioteca con sus libros y todo el mobiliario del edificio a su propia costa junto con sus hijos Flavio Menandro y Flavia Secundila.

El edificio fue destruido en el año 267 por los hérulos. La stoa norte fue reconstruida, en el siglo V, como parte de un nuevo gran edificio de dos pisos, mientras que la stoa occidental se incorporó a la muralla romana tardía.

## Descripción
Los restos de la biblioteca se encuentran inmediatamente al sur de la Stoa de Atalo y del ágora romana. Por el lado oeste del edificio pasaba la Vía Panatenaica y por el norte la calle que conducía del Ágora antigua al mercado de César Augusto o Ágora romana. El edificio consta de una gran sala cuadrada y un patio pavimentado, rodeado por tres estoas que tenían tiendas detrás de sus columnas.
Entre los restos de la biblioteca se encontró una estela de mármol
con una inscripción que recuerda al reglamento de las bibliotecas actuales y dice así:

ΒΥΒΛΙΟΝ ΟΥΚ ΕΧΕ
ΝΕΧΘΗΣΕΤΑΙ ΕΠΕΙ
ΩΜΟΣΑΜΕΝ. ΑΝΥΓΗ
ΣΕΤΑΙ ΑΠΟ ΩΡΑΣ ΠΡΩ
ΤΗΣ ΜΕΧΡΙ ΕΚΤΗΣ
No se sacará ningún libro porque hicimos un juramento al respecto.
Se abrirá desde la hora primera hasta la sexta.